# António da Cunha Telles
António Alexandre Cohen da Cunha Teles GOIH (Funchal, 26 de fevereiro de 1935 – Lisboa, 23 de novembro de 2022) conhecido por António da Cunha Telles, foi um cineasta, produtor e distribuidor português, um dos iniciadores do Cinema Novo português, tanto como realizador como produtor.

## Biografia
Último e único filho varão de cinco de Alexandre da Cunha Telles (Funchal, São Pedro, 15 de maio de 1891 - Lisboa, 18 de março de 1936), Advogado, e de sua mulher (1925) Were Berangere Anne Kirstine Stephanie Cohen (Dinamarca, 1900 - ?), Judia Dinamarquesa. Casou com Renée Gagnon, da qual teve uma filha, Pandora Gagnon da Cunha Telles (Lisboa, 1978).
Estuda Medicina na Faculdade de Medicina da Universidade de Lisboa, acabando por se dedicar ao Cinema. Instala-se em Paris, por volta de 1956, e estuda realização no Institut des Hautes Études Cinematographiques (IDHEC), de onde sai diplomado em 1961.
Regressado a Portugal, dirige o jornal de atualidades Imagens de Portugal, assume funções diretivas nos Serviços de Cinema da Direção-Geral do Ensino Primário e orienta cursos de cinema na Mocidade Portuguesa.
Estreia-se na realização com o documentário Os Transportes (1962), encomendado pela Direção-Geral do Ensino Primário e dá início a uma atividade de produtor que o tornará indissociável do movimento do Novo Cinema português. Produz Os Verdes Anos (1963), de Paulo Rocha, e Belarmino (1964), de Fernando Lopes. Em 1967, por falta de êxito comercial dos filmes desse novo movimento, abandona, por curto período, a produção e realiza Cine-Almanaque, jornal de atualidades cinematográficas de que são exibidas doze edições.
Em 1969 começa uma carreira de realizador. A sua primeira longa-metragem é de 1970, O Cerco. Funda, entretanto, uma distribuidora (Animatógrafo), que seria responsável por uma quase revolução no tipo de cinema visto em Portugal na primeira metade dos anos 70 (Bertolucci, Oshima, Eisenstein, Tanner, Sanjines, Littín, Glauber Rocha, Vigo, Gilles Carle, Karmitz, foram alguns dos realizadores que entraram em contacto com o público português através dessa distribuidora).
Na década de 1970 realiza três filmes, sendo Meus Amigos (1974) e Continuar a Viver (1976) em nome próprio e As Armas e o Povo (1975) um filme realizado coletivamente. No final da mesma década, encontramos Cunha Telles em lugares tão ilustres como o topo da administração do Instituto Português de Cinema e da Tobis Portuguesa.
Em 1983 volta à produção, cindida a firma Animatógrafo entre um setor de distribuição (que ainda hoje mantém atividade sob a direção de Renée Gagnon – a atual Marfilmes) e um de produção, que encabeça (juntamente com a sua filha Pandora da Cunha Telles – a atual Filmes de Fundo), onde se vem dedicando quer a produções próprias, quer a assegurar produções executivas de filmes estrangeiros parcialmente rodados em Portugal, contando desde essa data com um número impressionante de películas produzidas, de realizadores como José Fonseca e Costa, Eduardo Geada, Joaquim Leitão, Edgar Pêra, António de Macedo, António-Pedro Vasconcelos, entre vários telefilmes e inúmeras produções executivas internacionais.
Realiza ainda Vidas (1984), Pandora (1996) e, mais recentemente, Kiss Me (2004), primeira e única experiência cinematográfica da manequim Marisa Cruz.
A 27 de março de 2018 foi feito Grande-Oficial da Ordem do Infante D. Henrique.
Falceu em 23 de novembro de 2022, em Lisboa.

## Filmografia

### Como realizador
- Kiss Me (2004)
- Pandora (1996)
- Vidas (1984)
- Continuar a Viver (1976)
- As Armas e o Povo (1975) - coletivo
- Meus Amigos (1974)
- O Cerco (1970)
- Os Transportes (1962)

### Como produtor
- Quinze Pontos na Alma, de Vicente Alves do Ó (2009)
- How to Draw a Perfect Circle, de Marco Martins (2009)
- América, de João Nuno Pinto (2009)
- A Corte do Norte, de João Botelho (2008)
- Terra Sonâmbula, de Teresa Prata (2007)
- Hotel Tivoli, de Antón Reixa (2007)
- Nome de Código: Sintra, de Jorge Paixão da Costa (2007, série de televisão)
- O Mistério da Estrada de Sintra, de Jorge Paixão da Costa (2007)
- Parte de Mim, de Margarida Leitão (2006)
- Fin de curso, de Miguel Martí (2005)
- Entre o Desejo e o Destino, de Vicente Alves do Ó (2005, curta-metragem)
- Macao sans retour, de Michale Boganim (2004)
- Kiss Me, de António da Cunha Telles (2004)
- Maria e as Outras, de José de Sá Caetano (2004)
- Jaime, de António-Pedro Vasconcelos (1998)
- Pandora, de António Da Cunha Telles (1996)
- Passagem por Lisboa, de Eduardo Geada (1994)
- Aqui na Terra, de João Botelho (1993)
- A Linha do Horizonte, de Fernando Lopes (1992)
- Requiem para um Narciso, de João Pedro Ruivo (1992, série televisiva "A La Minute")
- Rosa Negra, de Margarida Gil (1991)
- Le Blocus, de José Fonseca e Costa (1990, série televisiva "Napoleon et l'Europe")
- O Bobo, de José Álvaro Morais (1987)
- Uma Aventura em Lisboa, de Eduardo Geada (1989, série televisiva)
- Paraíso Perdido, de Alberto Seixas Santos (1986)
- Vidas, de António da Cunha Telles (1983)
- Contactos, de Leandro Ferreira (1982)
- Saudades Para D. Genciana, de Eduardo Geada (1981)
- Uma Experiência, de Paulo Rocha (1970, curta-metragem)
- Alta Velocidade, de António de Macedo (1967, curta-metragem)
- Mudar de Vida, de Paulo Rocha (1966)
- Domingo à Tarde, de António de Macedo (1966)
- O Trigo e o Joio, de Manuel Guimarães (1965)
- Catembe, de Faria de Almeida (1965)
- As Ilhas Encantadas, de Carlos Vilardebó (1965)
- O Crime da Aldeia Velha, de Manuel Guimarães (1964)
- La peau douce, de François Truffaut (1964, co-produção)
- Belarmino, de Fernando Lopes (1964)
- Le triangle circulaire, de Pierre Kast (1964, co-produção)
- Le pas de trois, de A. Dornet (1964)
- Les vacances portugaises, de Pierre Kast (1963, co-produção)
- Les Chemins du Soleil, de Carlos Vilardebó (1963, curta-metragem)
- Os Verdes Anos, de Paulo Rocha (1963)
- P.X.O., de Pierre Kast e J. Daniel Valcroze (1962, curta-metragem)

Nota: As datas correspondem ao ano de produção de cada obra, podendo por vezes não coincidir com as datas de estreia das mesmas.

### Produções Executivas
2007
- UNE FAMILLE FORMIDABLE 7, (CARRERE GROUP) –
- SANS ARME NI HAINE NI VIOLENCE, (VERTIGO/ELIA FILMS) –
- LA REINE MORTE, (GETEVE) –
- SWEET VALENTINE, (ONYX FILMS)

2006
- UN AMOUR DE FANTOME, (MADE IN PM) –
- FRAGIL(S), (ELIA FILMS)

2005
- UNE FAMILLE FORMIDABLE 6, (CARRERE GROUP) -
- TERESA O CORPO DE CRISTO, (IBEROAMERICANA)

2004
- JULIE DE MAUPIN, MASCARET – Charlotte Bransdtrom
- FRANCK RIVA, LEGENDE ENTREPRISES – Patrick Jamain
- ANIMAL,  LEGENDE PRODUCTIONS – Roselyne Bosch

2003
- LES THIBAULT, (SEPTEMBRE PRODUCTIONS) - Jean-Daniel Verhaeghe
- MARIA E AS OUTRAS, de José Sá Caetano
- OS IMORTAIS, (SAMSA FILMS) – António Pedro Vasconcelos
- LE PAYS DE ENFANTS PERDUS, FLACH FILM
- MARIAGE MIXTE, ALEXANDRE FILMS – Alexandre Arcady
- LAGARDÉRE, TELFRANCE  - Henry Helman
- VILLA POUR DEUX, CITY PRODUTIONS – Charlotte Brandstrom
- INTIMES CONVICTIONS, GMT PRODUTIONS – Jean Teddy Filipe
- JEUX DANGEREUX, FIT PRODUCTIONS – Patrick Dewolf

2002
- RUY BLAS,(GMT) - Jacques Weber
- VOLPONE,(GMT) - Frederic Auburtin
- LE PACTE DU SILENCE,(LEGENDE ENTREPRISES) – Graham Guit
- RETOUR AUX SOURCES, (EXPAND IMAGES) Didier Grousset
- LES FRANGINES, (DEMD) – Laurence Katrian
- LE FURET, (SUPER WOMAN PRODUCTION) – Didier Grousset
- AURELIEN, (SUPER WOMAN PRODUCTIONS) – Arnauld Sélignac
- TROP JEUNE POUR MOURIR, (FLACH FILMS) - Patrick Poubel

2001
- MADAME DE,(SEPTEMBRE PRODUCTIONS)
- MAUSOLEE POUR UNE GARCE,(NELKA FILMS)
- AMICI PER LA PELE, (TITANUS SPA)
- BRIGAD,(GROUPE EXPAND/MARS INTERNATIONAL FICTIONS)
- TOUT SEULS,(ALYA PRODUCTIONS)
- UN WEEK-END POUR LE DIRE,(ALYA PRODUCTIONS)
- BRIGAD,(GROUPE EXPAND – MARS INTERNATIONAL FICTIONS)
- JUSTICE DE FEMME, (HAMSTER PRODUCTIONS)
- FAMILLE FORMIDABLE Nº5,(EGO PRODUCTIONS)
- UN MOIS A NOUS,(HAMSTER PRODUCTIONS)
- SCENES INTIMES, (FLACH FILM) - Catherine Breillat
- JUSTICE DE FEMME,(HAMSTER PRODUCTION)

2000
- PARANOIA (LE SABRE), de Mr. Poubelle
- LES FILLES A PAPA, (MARS INTERNATIONAL PRODUCTIONS) - Marc Rivière
- LIRE LA MORT,(CINETEVE) - Arnauld de Sélignac

1999
- PASSEUR D'ENFANTS A LISBONNE, DEMD PRODUCTIONS (Téléfilme)
- INVISIBLE CIRCUS, JUSTINE PICTURES (Téléfilme)
- BA TEMOIGNAGES, LA FOURMI (Publicidade)
- LOURDES, LUX VIDE (Série)
- UNE FAMILLE FORMIDABLE 4, EGO PRODUCTION (Série)
- BRIGAD, MARS INTERNATIONAL FICTIONS (Série)

1998
- QUASIMODO, (HACHETTE PREMIERE)
- LE PORTRAIT, (IMAGES ET COMPAGNIE

1997
- FÁTIMA, de Fabrizio Costa (LUX VIDE)
- LE BARBIER DE SIBERIE, (CAMERA ONE)
- MES ENFANTS ETRANGERS, (TELE IMAGES)
- BALDI PATA OU LES CENDRES DE ZAZA, (IMAGE ET COMPAGNIE)
- PASSAGE À L'ACTE, (TECHNISONOR)

1996
- LES JUSTICIERS DANS LA VILLE Nº3 - ERREUR DE JEUNESSE, de Eric Woreth (ALYA Productions)
- ATTENDS-MOI, de François Luciani (TELE IMAGES)
- L'ABSENT, de Christianne Leherissey (ALYA Productions)
- THE GARDEN OF REDEMPTION, de Tom Donnely (PARAMOUNT - Advisor Producer)
- QUAND J'ETAIS P'TIT, de Daniel Janneau (GMT Productions)
- L'ENFANT DU SECRET, de Josée Dayan (GMT Productions)
- LA TRIBU, de Gérard Marx (HAMSTER Productions)
- LE JUSTE IV ET V, de Franck Apprederis (PROTECREA)

1995
- UNE FILLE GALANTE, de Nadine Trintignant (AFCL)
- LES TRUQUEURS, de Philippe Bensoussan (FILMTEL)
- LES TETES COURONNÉES, de Didier Albert (BANCO Productions)
- VACANCES BOURGEOISES, de Jean-Claude Brialy (KENZA Productions)
- UN HOMME DEBOUT, de Franck Apprederis (PROTECREA)
- ASSUNTO PRIVADO, de Imanol Arias (CARTEL)
- VAGUES DE SANG, de Aurnaud Selignac (DEMD)
- J'AI DEUX AMOURS, de Caroline Huppert (RASPAIL & ASSOCIES)
- LE COEUR ETINCELANT, de Henri Helman (CINETEVE)
- IMPERADOR DO HAVEL, (NFP Produktions)
- LA PETITE LOLA, de Yolande Zauberman (MADAR Productions)
- L'ENFANT SAGE, de Fabrice Cazeneuve (IMAGE & COMPAGNIE)
- ISLA NEGRA, de Cecilia Bartolome (MAREA FILMS)
- LE VOYAGEUR SANS BAGAGES, de Jean-Louis Bertucelli (ALYA Productions)
- MARDI 15H HOTEL VANEAU, de Denys Granier Deferre (a.C.T.)
- BLACK OUT, de Menealos Karamaghiolis (PAUSILYPON FILMS)

1994
- DAMES DE COEUR, de Gérard Marx (ALYA Productions)
- LE GRAND CIRQUE, de Alain Michel Blanc (CAMERAS CONTINENTALES)
- LES FEMMES ET LES ENFANTS D'ABORD, de Sandra Joxe (OSBY FILMS)
- L'AIGLE ET LE CHEVAL, de Serge Korber (LES FILMS DE LA REINE BLANCHE)
- JE VOUDRAIS DESCENDRE, de Jean-Daniel Verhaeghe (IMAGE & COMPAGNIE)
- UNE FEMME DANS LA TOURMENTE, de Serge Moati (IMAGE & COMPAGNIE)
- MECANIQUES CELESTES, de Fina Torres (MIRALTA FILMS)
- ACUSADOS EM DÚVIDA, (NFP Produktions)
- VAN LOC 6, (FRANCE FILM TV)
- ANTARTIDA, de Manuel Huerga (IBEROAMERICANA)
- AFGHANSTY, de Boramy Tioulong (CAMERAS CONTINENTALES)
- GRAN PALACE, de Antonio Saura (IBEROAMERICANA)
- AMOURS DE VACANCES, de Joel Santoni (BANCO Productions)
- UN AMOUR AVEUGLE, de Michaela Watteaux (GAUMONT TELEVISION)
- FIESTA, de Pierre Boutron (CIPA)
- LA MADONE DE LISBONNE, de Maurice Fridland (TELECIP)

1993
- LE BATARD, de Pierre Boutron (BANCO Productions)
- PIEGE, Jorge Marecos (PATHE TELEVISION)
- LA REGLE DU SILENCE, de Marc Rivière (CAMERAS CONTINENTALES)
- LA RAGE AU COEUR, de Robin Davis (KIEN Productions)
- LA FILLE DE D'ARTAGNAN, de Bertrand Tavernier (LITTLE BEAR)

1992
- LE RETOUR DES CHARLOTS, de Jean Sarrus
- LE GRAND CHENE, de Jean Pierre Prevost
- RECIDIVE, de Frank Apprederis
- COMA, de Denys Lefèvre
- UN ENFANT EN HERITAGE, de Josée Dayan
- UNE FAMILLE FORMIDABLE, de Joel Santoni (BANCO Production)
- GOUPIL VOIT ROUGE, de Jean Claude Missiaen
- ASSOCIATION DE BIENFAITEURS, de Jean Daniel Verhaeghe
- LES JUSTICIERS, de Frank Apprenderis (ALYA Productions)

1991
- LE TRESOR DES TEMPLIERS, de Daniel Moosmann
- C'EST A QUEL ETAGE?, de Serge Korber
- FEU ADRIEN MUSET, de Jacques Besnard
- MAXIME ET WANDA, de Henri Helman
- LE PETIT CHAT EST MORT, de Boramy Tioulong
- UN BALLON DANS LA TETE, de Michaela Watteaux
- LA GAMINE, de Hervé Palud
- LA PEAU DU SERPENT, DE Gilles Béhat

1990
- FADO POUR UNE JEUNE FILLE, de Bruno Gantillon
- L'ILE/THE ISLAND, (Série TV "Coup de Foudre") de Joaquim Leitão
- LA RANÇON, (Série Televisiva "Coup de Foudre") de Joaquim Leitão
- RENDEZ VOUS A LISBONNE, de Claude Boissol
- L'HOMME AU DOUBLE VISAGE, de Claude Guillemont
- PAS UNE SECONDE A PERDRE, de Jean Claude Sussefeld
- DUPLEX, de Michel Lang
- MORT D'UNE FUGITIVE, de Bruno Gantillon
- SHUTTLECOCK, de Andrew Peddington
- LE PROCES DE BAUDELAIRE, de Jean Pierre Rawson
- O MILAGRE DE FÁTIMA, de Daniel Costelle
- LE TUEUR DU ZODIAQUE, de Bernard Villiot

1989
- COMEDIE D'AMOUR, de Jean Pierre Rawson
- LE DERNIER RENDEZ-VOUS DU PRESIDENT, de Claude Grimbert
- LE MANOIR DES VEUVES, de Charles Bitsch
- L'ASSASSIN S'IL VOUS PLAIT, de Bernard Villiot
- NUITS BLANCHES, de David Delrieux
- LA FETE DES PERES, de Joy Fleury
- DEDE, de Jean-Louis Benoît
- CHEWING-GUM ET SPAGHETTI, de Edmond Tyborowsky
- L'AFFAIRE D'HAUTERIVE, de Bernard Villiot

1988
- SANS PEUR ET SANS REPROCHE, de Gérard Jugnot
- LE CHATEAU DU PENDU, de Christian Challonge
- LE CRIME DE NEUILLY, de Claude Barrois
- TANGO BAR, de Philippe Setbon
- MON DERNIER REVE SERA POUR VOUS, de Robert Mazoyer

1987
- ENNEMIS INTIMES, de Denis Amar
- CONTRAINTE PAR CORPS, de Serge Leroy
- SANGUINES, de Christian François

1986
- LA VALISE EN CARTON, (Série Televisiva) de Michel Wyn
- LA BRUTE, de Claude Guillemont

1985
- CROSS, de Philippe Setbon
- C'ETAIT IMPOSSIBLE… ILS NE L'ONT PAS FAIT, de Philippe Clair

1984
- L'AMANT MAGNIFIQUE, de Aline Isserman
- EXIT-EXIL, de Luc Monheim

1983
- TO CATCH A KING, de Clive Donner